# 繆輔

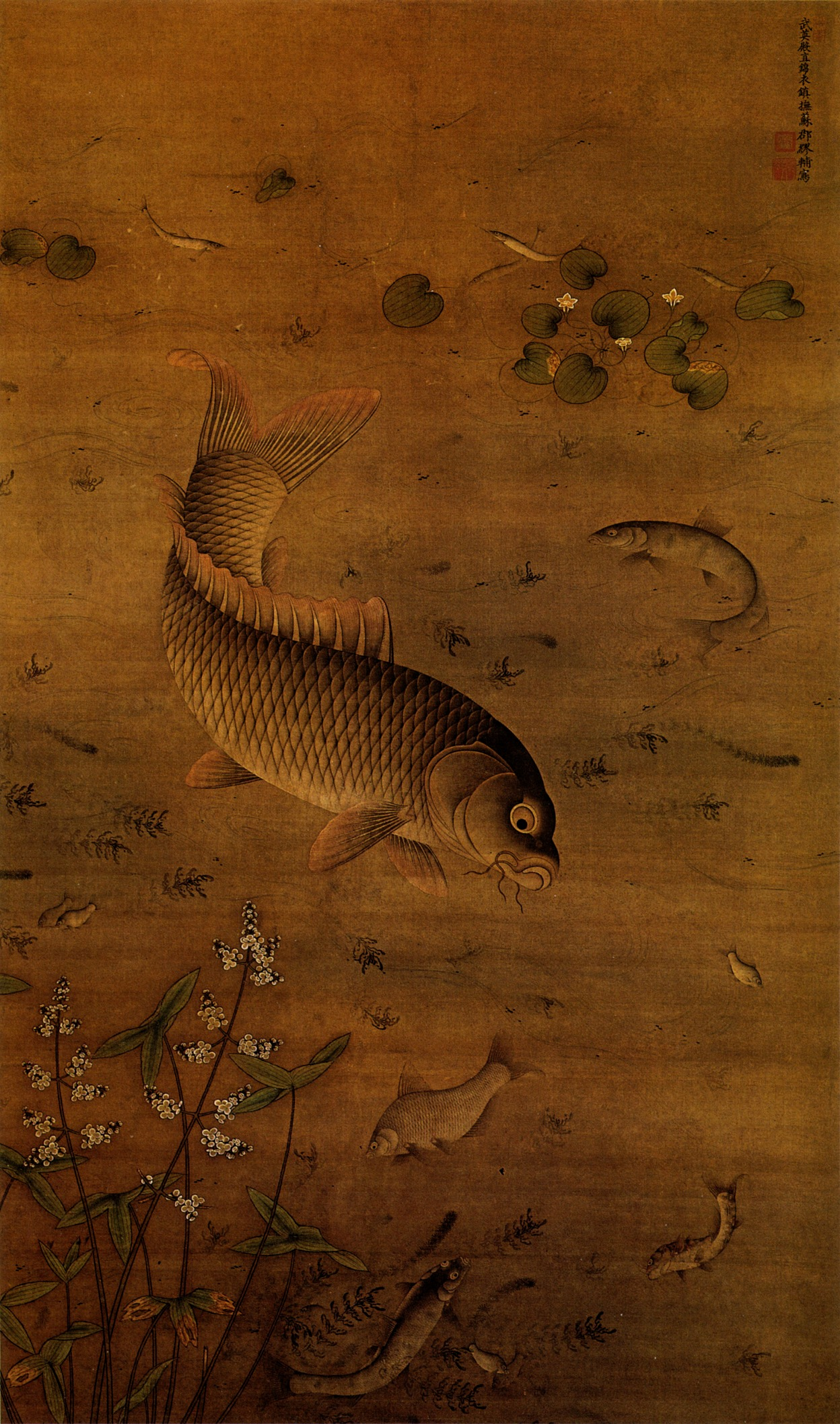
鱼藻图

缪辅（十五世紀中），字良佐。南直隶苏州人，明朝画家。约生活于宣德年间。

## 生平
缪辅为宫廷画家，曾官武英殿锦衣镇抚。擅长描绘水藻游鱼，写实生动，勾染细腻。

## 作品
有《鱼藻图》，立轴，设色，纵171.3厘米，横99.1厘米。现藏故宫博物院。